# Mas Moncanut
Mas Moncanut és una masia del terme de l'antic poble de l'Estela, actualment al municipi de Cabanelles (Alt Empordà) inclosa en l'Inventari del Patrimoni Arquitectònic de Catalunya.

## Descripció
Situada al sud-oest del petit nucli de l'Estela, que es troba al nord-oest del municipi de Cabanelles al qual pertany. Està ubicat a l'esquerra del camí de Sant Martí Sesserres a Albanyà.
Masia de grans dimensions formada per tres grans cossos adossats que li proporcionen una planta més o menys rectangular. L'edifici principal presenta la coberta de teula de dues vessants i està distribuït en planta baixa, dos pisos i golfes. Majoritàriament, la construcció presenta obertures rectangulars emmarcades amb carreus de pedra i amb les llindes planes. Les finestres tenen els ampits motllurats. A la façana principal, orientada a migdia, destaca el portal d'accés a l'interior, amb una llarga inscripció gravada a la llinda força malmesa. A la banda de llevant hi ha adossat un altre cos rectangular, distribuït en dues plantes, destinat als usos agrícoles. De la façana principal cal destacar una gran arcada oberta de mig punt, bastida en pedra desbastada disposada a sardinell. Al pis hi ha alguna petita finestra d'arc rebaixat bastida en pedra també. A la banda de ponent hi ha un altre cos destinat als usos agrícoles. És rectangular, coberta d'un vessant i distribuït en una sola planta. Presenta dues arcades de mig punt obertes per accedir a l'interior. Són de diferent mida, estan bastides en pedra, tot i que arrebossades, i es recolzen damunt pilars quadrats bastits amb carreus ben desbastats. A l'interior, la mateixa tipologia de voltes es repeteix dues vegades i, al fons de l'estança, hi ha una crugia en paral·lel a l'habitatge a la que s'accedeix mitjançant un arc de mig punt adovellat amb les impostes motllurades, que es recolza als murs laterals. La crugia està coberta per una volta d'aresta arrebossada. Els murs d'aquesta estança són bastits amb pedra ben desbastada disposada en filades regulars, indicant-nos així la possibilitat que aquesta part de la construcció sigui més antiga que la resta.
La resta de la construcció és bastida en pedra sense treballar lligada amb abundant morter de calç, i amb carreus a les cantonades.

## Història
Segons el Pla Especial d'identificació i regulació de masies i cases rurals de l'ajuntament de Cabanelles, la masia fou construïda vers el 1700 amb ampliacions i reformes posteriors.